# Bilan saison par saison du KRC Genk
Cette page présente le bilan saison par saison du KRC Genk, club de football belge (matricule 322).
Ces tableaux sont arrêtés en 2011.

## Saisons K. FC Winterslag
| Ordre               | Saison  | Nom du club               | Niveau                    | Classement final          | Remarques                 |
| ------------------- | ------- | ------------------------- | ------------------------- | ------------------------- | ------------------------- |
| 1                   | 1941-42 | FC Winterslag             | Promotion (D3) série D    | 6e/14                     |                           |
| 2                   | 1942-43 | FC Winterslag             | Promotion (D3) série A    | 9e/16                     |                           |
| 3                   | 1943-44 | FC Winterslag             | Promotion (D3) série D    | 15e/16                    |                           |
|                     | 1944-45 | Compétitions interrompues | Compétitions interrompues | Compétitions interrompues | Compétitions interrompues |
| 4                   | 1945-46 | FC Winterslag             | Promotion (D3) série B    | 7e/19                     |                           |
| 5                   | 1946-47 | FC Winterslag             | Promotion (D3) série A    | 1er/18                    | Champion et promu         |
| 6                   | 1947-48 | FC Winterslag             | Division 1(D2) série B    | 14e/16                    |                           |
| 7                   | 1948-49 | FC Winterslag             | Division 1(D2) série A    | 13e/16                    |                           |
| 8                   | 1949-50 | FC Winterslag             | Division 1(D2) série B    | 15e/16                    | Relégué                   |
| 9                   | 1950-51 | FC Winterslag             | Promotion(D3) série C     | 4e/16                     |                           |
| 10                  | 1951-52 | FC Winterslag             | Promotion(D3) série D     | 2e/16                     |                           |
| 11                  | 1952-53 | FC Winterslag             | Division 3 série A        | 14e/16                    |                           |
| 12                  | 1953-54 | FC Winterslag             | Division 3 série B        | 15e/16                    | Relégué                   |
| 13                  | 1954-55 | FC Winterslag             | Promotion série A         | 12e/16                    |                           |
| 14                  | 1955-56 | FC Winterslag             | Promotion série D         | 7e/16                     |                           |
| 15                  | 1956-57 | FC Winterslag             | Promotion série A         | 7e/16                     |                           |
| 16                  | 1957-58 | FC Winterslag             | Promotion série D         | 3e/16                     |                           |
| 17                  | 1958-59 | K. FC Winterslag          | Promotion série D         | 8e/16                     |                           |
| 18                  | 1959-60 | K. FC Winterslag          | Promotion série B         | 14e/16                    | Relégué                   |
| séries provinciales |         |                           |                           |                           |                           |
| 19                  | 1961-62 | K. FC Winterslag          | Promotion série D         | 2e/16                     | [ saisons 1 ]             |
| 20                  | 1962-63 | K. FC Winterslag          | Promotion série C         | 6e/16                     |                           |
| 21                  | 1963-64 | K. FC Winterslag          | Promotion série C         | 1er/16                    | Champion et promu         |
| 22                  | 1964-65 | K. FC Winterslag          | Division 3 série B        | 3e/16                     |                           |
| 23                  | 1965-66 | K. FC Winterslag          | Division 3 série A        | 7e/16                     |                           |
| 24                  | 1966-67 | K. FC Winterslag          | Division 3 série B        | 14e/16                    |                           |
| 25                  | 1967-68 | K. FC Winterslag          | Division 3 série A        | 12e/16                    |                           |
| 26                  | 1968-69 | K. FC Winterslag          | Division 3 série A        | 12e/16                    |                           |
| 27                  | 1969-70 | K. FC Winterslag          | Division 3 série B        | 10e/16                    |                           |
| 28                  | 1970-71 | K. FC Winterslag          | Division 3 série A        | 12e/16                    |                           |
| 29                  | 1971-72 | K. FC Winterslag          | Division 3 série B        | 1er/16                    | Champion                  |
| 30                  | 1972-73 | K. FC Winterslag          | Division 2                | 9e/16                     |                           |
| 31                  | 1973-74 | K. FC Winterslag          | Division 2                | 5e/16                     | Promu via tour final      |
| 32                  | 1974-75 | K. FC Winterslag          | Division 1                | 20e/20                    | Relégué                   |
| 33                  | 1975-76 | K. FC Winterslag          | Division 2                | 1er/16                    | Champion et promu         |
| 34                  | 1976-77 | K. FC Winterslag          | Division 1                | 11e/18                    |                           |
| 35                  | 1977-78 | K. FC Winterslag          | Division 1                | 9e/18                     |                           |
| 36                  | 1978-79 | K. FC Winterslag          | Division 1                | 10e/18                    |                           |
| 37                  | 1979-80 | K. FC Winterslag          | Division 1                | 8e/18                     |                           |
| 38                  | 1980-81 | K. FC Winterslag          | Division 1                | 5e/18                     |                           |
| 39                  | 1981-82 | K. FC Winterslag          | Division 1                | 13e/18                    |                           |
| 40                  | 1982-83 | K. FC Winterslag          | Division 1                | 18e/18                    | Relégué                   |
| 41                  | 1983-84 | K. FC Winterslag          | Division 2                | 8e/16                     |                           |
| 42                  | 1984-85 | K. FC Winterslag          | Division 2                | 3e/16                     | Tour final                |
| 43                  | 1985-86 | K. FC Winterslag          | Division 2                | 6e/16                     | Tour final                |
| 44                  | 1986-87 | K. FC Winterslag          | Division 2                | 2e/16                     | Promu via tour final      |
| 45                  | 1987-88 | K. FC Winterslag          | Division 1                | 15e/18                    |                           |

## Saisons K. RC Genk
| Ordre | Saison  | Nom du club | Niveau      | Classement final | Remarques            |
| ----- | ------- | ----------- | ----------- | ---------------- | -------------------- |
| 46    | 1988-89 | K. RC Genk  | Division 1  | 18e/18           | Relégué              |
| 47    | 1989-90 | K. RC Genk  | Division 2  | 4e/18            | Promu via tour final |
| 48    | 1990-91 | K. RC Genk  | Division 1  | 14e/18           |                      |
| 49    | 1991-92 | K. RC Genk  | Division 1  | 16e/18           |                      |
| 50    | 1992-93 | K. RC Genk  | Division 1  | 15e/18           |                      |
| 51    | 1993-94 | K. RC Genk  | Division 1  | 18e/18           | Relégué              |
| 52    | 1994-95 | K. RC Genk  | Division 2  | 3e/18            | Tour final           |
| 53    | 1995-96 | K. RC Genk  | Division 2  | 2e/18            | Promu                |
| 54    | 1996-97 | K. RC Genk  | Division 1  | 8e/18            |                      |
| 55    | 1997-98 | K. RC Genk  | Division 1  | 2e/18            | [ saisons 10 ]       |
| 56    | 1998-99 | K. RC Genk  | Division 1  | 1er/18           | Champion             |
| 57    | 99-2000 | K. RC Genk  | Division 1  | 8e/18            |                      |
| 58    | 2000-01 | K. RC Genk  | Division 1  | 11e/18           |                      |
| 59    | 2001-02 | K. RC Genk  | Division 1  | 1er/18           | Champion             |
| 60    | 2002-03 | K. RC Genk  | Division 1  | 6e/18            |                      |
| 61    | 2003-04 | K. RC Genk  | Division 1  | 4e/18            |                      |
| 62    | 2004-05 | K. RC Genk  | Division 1  | 3e/18            | [ saisons 11 ]       |
| 63    | 2005-06 | K. RC Genk  | Division 1  | 5e/18            |                      |
| 64    | 2006-07 | K. RC Genk  | Division 1  | 2e/18            | [ saisons 12 ]       |
| 65    | 2007-08 | K. RC Genk  | Division 1  | 9e/18            |                      |
| 66    | 2008-09 | K. RC Genk  | Division 1  | 8e/18            |                      |
| 67    | 2009-10 | K. RC Genk  | Division 1  | 11e/16           | Play-Offs 2          |
| 68    | 2010-11 | K. RC Genk  | Division 1  | 2e/16            | Champion             |
| 69    | 2011-12 | K. RC Genk  | Division 1  | 5e/16            | Play-Offs 1          |
| 70    | 2012-13 | K. RC Genk  | Division 1  | 3e/16            | Play-Offs 1          |
| 71    | 2013-14 | K. RC Genk  | Division 1  | 6e/16            | Play-Offs 1          |
| 72    | 2014-15 | K. RC Genk  | Division 1  | 7e/16            | Play-Offs 2          |
| 73    | 2015-16 | K. RC Genk  | Division 1  | 5e/16            | Play-Offs 1          |
| 74    | 2016-17 | K. RC Genk  | Division 1  | 8e/16            | Play-Offs 2          |
| 75    | 2017-18 | K. RC Genk  | Division 1  | 5e/16            | Play-Offs 1          |
| 76    | 2018-19 | K. RC Genk  | Division 1  | 1er/16           | Champion             |
| 77    | 2019-20 | K. RC Genk  | Division 1  | 7e/16            |                      |
| 78    | 2020-21 | K. RC Genk  | Division 1  | 2e/18            |                      |
| 79    | 2021-22 | K. RC Genk  | Division 1A | 8e/18            |                      |
| 80    | 2022-23 | K. RC Genk  | Division 1A | 2e/18            |                      |
| 81    | 2023-24 | K. RC Genk  | Division 1A | 5e/16            |                      |
| 82    | 2024-25 | K. RC Genk  | Division 1A | .../16           |                      |

## Bilan
Statistiques mises à jour le 3 décembre 2024 (terme de la saison 2023-2024)
| Niv | Divisions     | Jouées | Titres | TM Up | TM Down |
| --- | ------------- | ------ | ------ | ----- | ------- |
| I   | 1re nationale | 42     | 4      |       |         |
| II  | 2e nationale  | 13     | 2      | 4     |         |
| III | 3e nationale  | 17     | 1      | 1     |         |
| IV  | 4e nationale  | 9      | 1      |       |         |
| V   | 5e nationale  | 0      | 0      |       |         |
|     |               |        |        |       |         |
|     | TOTAUX        | 81     | 8      | 5     | 0       |

- TM Up : test-match pour départager des égalités, ou toutes formes de Barrages ou de Tour final pour une montée éventuelle.
- TM Down : test-match pour départager des égalités, ou toutes formes de Barrages ou de Tour final pour le maintien.

## Coupe de Belgique
Résultats du KRC Genk en Coupe de Belgique édition par édition